# San Luis (Pinar del Río)
San Luis è un comune di Cuba, situato nella provincia di Pinar del Río.